# Stefan Zielewicz
Stefan Zielewicz ps. Olcha, 1119 (ur. 26 października 1911 w Hanowerze, zm. 1 sierpnia 1944 w Warszawie) – porucznik Armii Krajowej.
Urodzony i zamieszkały w Bydgoszczy, syn Stanisława (kierownika warsztatów PKP) i Marianny z Matuszewskich. Do Warszawy przyjechał w 1940 lub 1941, zajmując mieszkanie przy ul. Barbary. Pracę w konspiracji podjął wraz z siostrą Janiną i bratem Bolesławem – wraz z nimi został aresztowany w lutym 1942 w mieszkaniu, gdzie podczas przeprowadzonej rewizji odnaleziono broń. Przesłuchiwani na Alei Szucha, osadzeni na Pawiaku. Po wykupieniu z Pawiaka kontynuował działalność konspiracyjną. W powstaniu warszawskim walczył na Woli w stopniu porucznika jako zastępca dowódcy kompanii „Gertruda”. Poległ 1. dnia walk powstańczych przy ul. Chłodnej.
W powstaniu poległa także jego siostra – sanitariuszka i jej mąż – podporucznik Jędrzej Augustyński, kwatermistrz, oboje z kompanii Harcerskiej batalionu „Gustaw” Zgrupowania AK „Róg”.